# South Bruce
South Bruce es un municipio canadiense situado en la provincia de Ontario.

## Superficie
South Bruce tiene una superficie de 486,86 km².

## Demografía
En 2021, tenía 5880 habitantes, una densidad poblacional de 12,1 hab./km², y 2419 viviendas.